# Encarsia narroi
Encarsia narroi is een vliesvleugelig insect uit de familie Aphelinidae. De wetenschappelijke naam is voor het eerst geldig gepubliceerd in 2000 door Gómez & Garcia.